# Ак-Девлет
Ак-Девлет — ногайский царевич, сын князя Ак-Курда.

## Биография
В 1508 году ездил в Москву, к московскому князю Василию III. Просил для своего отца правление в Казани или в Касимове. Цели он не достиг, но был отпущен с богатым дарами.
Несколько позднее перешёл на службу московскому князю. В 1519 году упоминается в числе других воевод, находившихся в Мещере «на Толстике». В июле того же года с отрядом служилых татар в составе передового полка отправлен из Вязьмы в Литву под командованием воеводы В. А. Микулинского (Русско-литовская война (1512—1522)). Июле 1521 года был в Муроме для защиты от возможного нападения казанских татар. В августе 1528 года со служилыми татарами был в Торопце. В мае 1533 года послан с татарами в Новгород-Северский.